# Рюрд Леґстра
Рюрд Леґстра (нід. Ruurd Leegstra, 29 червня 1877 — 17 січня 1933) — нідерландський академічний веслувальник.
Бронзовий призер Олімпійських Ігор 1900 року в складі вісімки.